# Buntlåda

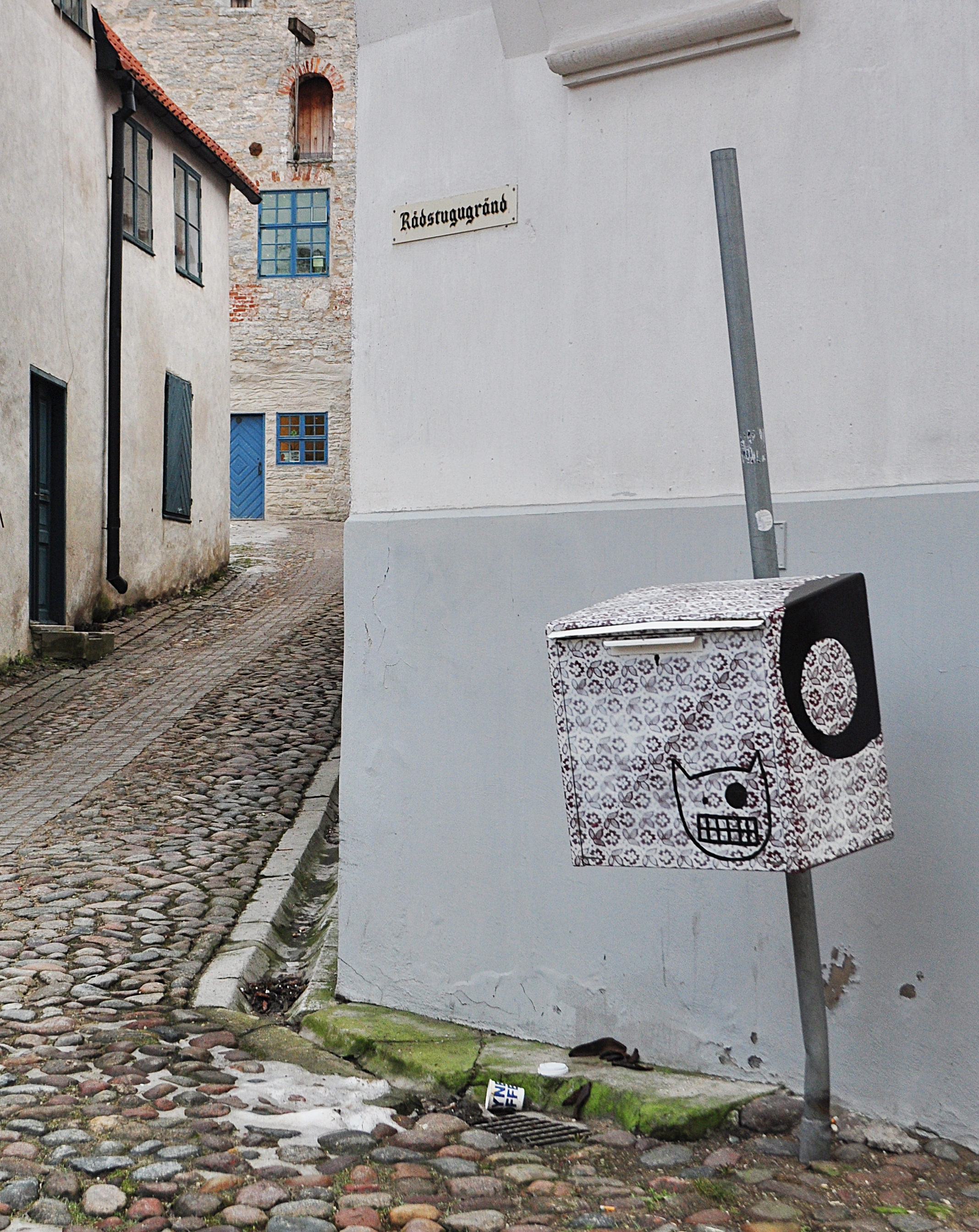
En svensk buntlåda i Visby (med klotter).

En buntlåda är ett låst skåp placerat på allmän plats för att distribuera sorterad post till brevbärare som delar ut post till fots eller på cykel. Om en brevbärare delar ut post i områden där mer post inte kan hämtas för att postkontoret är för långt bort, kan större buntar med post köras ut till skåp där brevbäraren hämtar post under dagens gång. Innehållet i buntlådan kan antingen vara för tungt eller stort för brevbäraren att bära på hela rundan. 
Användandet av buntlådor har minskat allt eftersom brevbärare numera delar ut post från en postbil. I Sverige används grå buntlådor, främst monterade på stolpar.